# Margaret Skelton
Fanny Margaret "Meg" Skelton, (nascida a 8 de janeiro de 1903, data de óbito desconhecida) foi uma das primeiras aviadoras australianas e, em 1929, foi uma das primeiras mulheres a ganhar uma licença de pilotagem na Austrália. Skelton foi uma das seis mulheres que voaram os seus biplanos em formação sobre o mar a fim de orientar Amy Johnson em Sydney, depois de um voo entre a Inglaterra e a Austrália, em 1930.